# Хендрикс, Вейбранд
Вейбранд Хендрикс (нидерл. Wybrand Hendriks; 24 июня 1744, Амстердам — 28 января 1831, Харлем) — голландский художник, известный преимущественно как портретист, многолетний куратор художественной коллекции музея Тейлора в Харлеме.
Вейбранд Хендрикс родился в семье скульптора Хендрика Хендрикса, оба его брата — Хендрик Хендрикс (младший) и Франк — также стали скульпторами, сестра Корнелия вышла замуж за скульптора. Первый опыт рисования Вейбранд получил, работая на обойной фабрике в Амстердаме. В 1772 году он покупает собственную обойную мастерскую. В 1775 году Вейбранд Хендрикс женился на вдове Агате Кетель, портрет которой в траурном одеянии он рисовал двумя годами ранее.

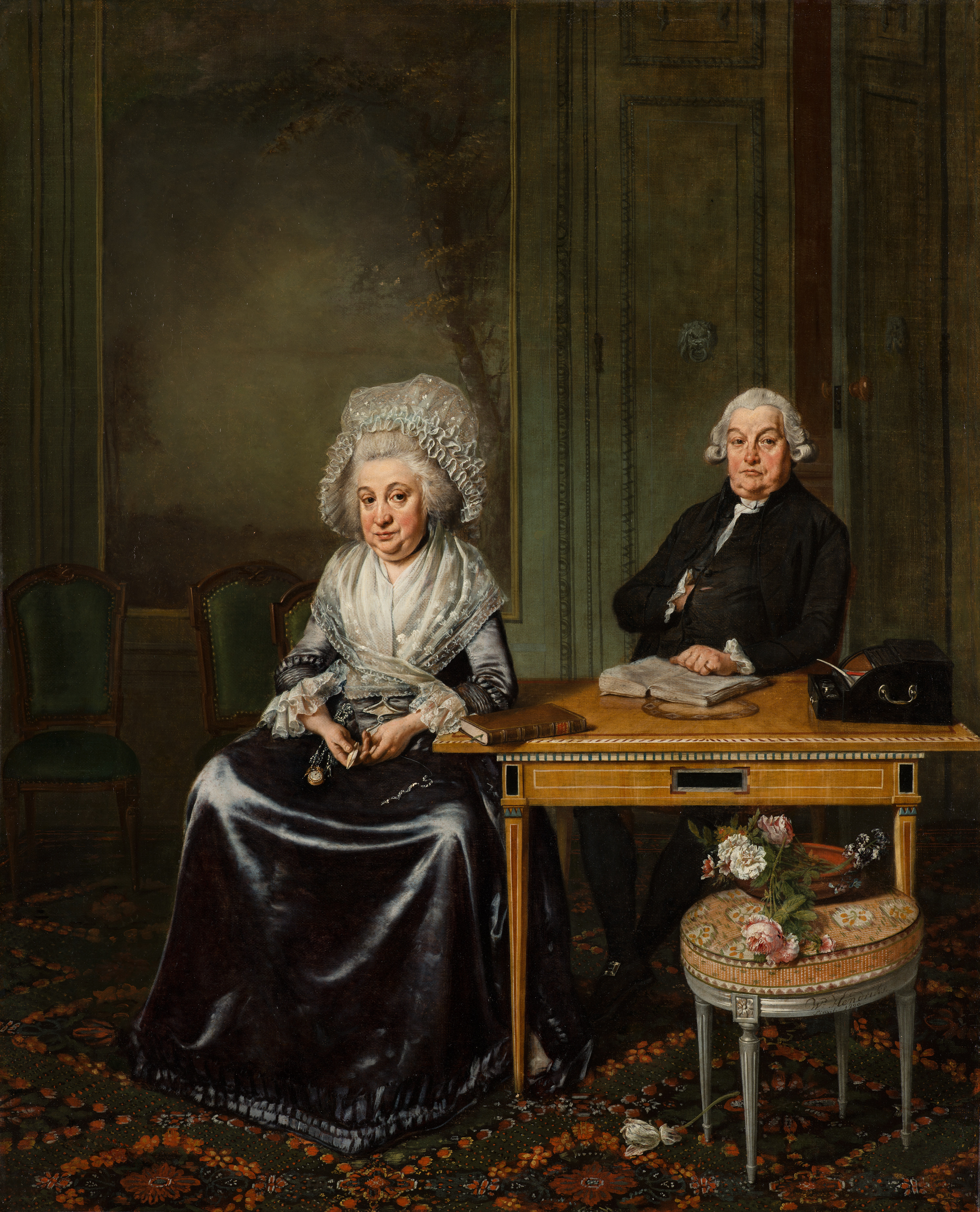
Портрет Якоба Фейтемы и его жены Элизабет де Хаан, 1790, Маурицхёйс

С 1780 по 1785 года Вейбранд Хендрикс — один из директоров Харлемской Академии рисования. С 1786 по 1819 год — куратор музея Тейлора. Стараниями Хендрикса собрание произведений искусства музея было значительно пополнено, художник активно приобретал живописные работы на аукционах по всей Голландии. В 1790 году ему удалось приобрести коллекцию 1700 рисунков итальянских художников из коллекции шведской королевы Кристины. В эту коллекцию вошли работы Микеланджело и Рафаэля, которые сейчас являются ценнейшими экспонатами художественной коллекции музея Тейлора. Хендрикс организовал художественную студию при музее Тейлора, среди его учеников Херманус ван Брюссель, Варнаар Хорстинк, Геррит Йохан ван Леувен. Он жил в это время в бывшей резиденции основателя музея Питера Тейлора в здании, примыкающем к музею. Когда 75-летний Хендрикс ушёл на покой, фонд Тейлора принял решение прекратить приобретение предметов искусства, потому что не смог найти в Харлеме другого такого энтузиаста.
Портреты, написанные Вейбрандом Хендриксом, находятся в Рейксмузеуме в Амстердаме, Королевской галерее Маурицхёйс в Гааге, музее Франса Халса в Харлеме, самом музее Тейлора. Кисти художника принадлежит целый ряд полотен, посвящённых музею Тейлора, в частности групповой портрет руководства фонда Тейлора, портрет Мартина Ван Марума, куратора научной коллекции музея, картины с изображением интерьеров музея. Работал мастер и в технике гризайля, — камин, расписанный Хендриксом, можно увидеть в музее Франса Халса.